# Chaz Lanier
Chaz Harrison Lanier, né le 19 décembre 2001 à Nashville dans le Tennessee, est un joueur américain de basket-ball évoluant au poste d'arrière et mesurant 1,93 m.

## Biographie

### NBA
Chaz Lanier est sélectionné en trente-septième position par les Pistons de Détroit lors de la draft 2025 de la NBA.

## Statistiques
| Saison    | Équipe        | Matchs | Titul. | Min./m | % Tir | % 3pts | % LF  | Rbds/m. | Pass/m. | Int/m. | Ctr/m. | Pts/m. |
| --------- | ------------- | ------ | ------ | ------ | ----- | ------ | ----- | ------- | ------- | ------ | ------ | ------ |
| 2020-2021 | North Florida | 10     | 1      | 9.2    | .375  | .300   | .667  | .7      | .6      | .3     | .0     | 1.7    |
| 2021-2022 | North Florida | 31     | 8      | 21.0   | .415  | .304   | .805  | 2.7     | 1.1     | .7     | .2     | 4.5    |
| 2022-2023 | North Florida | 31     | 9      | 19.6   | .454  | .391   | 1.000 | 2.5     | .9      | .4     | .2     | 4.7    |
| 2023-2024 | North Florida | 32     | 31     | 33.3   | .510  | .440   | .880  | 4.8     | 1.8     | .9     | .3     | 19.7   |
| 2024-2025 | Tennessee     | 38     | 38     | 31.4   | .431  | .395   | .758  | 3.9     | 1.1     | .9     | .1     | 18.0   |

## Palmarès et distinctions individuelles

### Universitaires
- Third-team All-American – NABC, SN (2025)
- Jerry West Award (en) (2025)
- SEC Newcomer of the Year (2025)
- First-team All-SEC (2025)
- First-team All-ASUN (2024)